# Université d'État de l'Arizona
Pour les articles homonymes, voir ASU.
L’université d'État de l'Arizona (en anglais : Arizona State University ou ASU) est une université publique située à Tempe, en Arizona. 

## Caractéristiques
Fondée en 1885 comme école normale alors que l'État n'était encore qu'un territoire, l'école est devenue université en 1958. ASU est l'une des plus grandes universités publiques des États-Unis. À la rentrée de 2018, près de 80 000 étudiants y étaient inscrits dont 66 000 en licence. En 2017, le nombre d'étudiants internationaux s'élevait à 10 268. Cent cinquante nationalités y sont représentées.
L'université est organisée autour de cinq campus et de 17 facultés (colleges). Elle offre 350 programmes de premier cycle ainsi que 400 programmes de cycle supérieur.
Dans le domaine sportif, ASU compte près de 600 athlètes universitaires à travers 26 disciplines sportives. Les Sun Devils d’Arizona State défendent les couleurs de l'université. En parallèle, l'université accueille plus de 1 100 associations étudiantes.
Depuis 2005, ASU est classée parmi les meilleures universités de recherche, publiques et privées, aux États-Unis. En 2019, U.S. News and World Report classe l'université au premier rang des écoles les plus innovantes d'Amérique pour la quatrième fois.
Parmi le corps professoral de plus de 4 400 chercheurs, on retrouve six lauréats du prix Pulitzer, quatre lauréats du prix MacArthur et 19 membres de l'Académie nationale des sciences.

## Personnalités associées

### Professeurs
- Alberto Ríos, poète
- Karmella Haynes, ingénieur

### Étudiants
- Aisha Al-Mana, activiste et féministe saoudienne
- Barry Bonds, joueur américain de baseball
- James Harden, basketteur américain
- Reggie Jackson, joueur américain de baseball
- Léon Marchand, nageur
- Phil Mickelson, golfeur américain
- Jon Rahm, golfeur espagnol
- Amber Straughn, astrophysicienne américaine.